# فرار از لس آنجلس
فرار از لس آنجلس (انگلیسی: Escape from L.A.) فیلمی در ژانر اکشن و علمی–تخیلی به کارگردانی جان کارپنتر است که در سال ۱۹۹۶ منتشر شد.

## بازیگران
- استیسی کیچ
- استیو بوشمی
- پیتر فوندا
- کلیف رابرتسون
- میچل فوربز
- کرت راسل
- والریا گولینو